# A Csúcsmodellek legjobb köridejei
Ezen az oldalon a BBC Top gear (Csúcsmodellek) című autós magazinjában szereplő „sztár a megfizethető árú autóban” rovat, valamint a műsor rejtélyes pilótájának, Stignek a Top gear saját pályáján elért legjobb köridejei tekinthetők meg.

## Suzuki Liana (1-7 évad)
A műsor első 7 évadjában, a meghívott sztárvendégek egy Suzuki Liana volánja mögött tehették meg a köröket. Minden sztárvvendég vezethetett pár kört a pályán, és a legjobb időeredménye került fel a táblára.
| Vendég                             | Idő    |
| ---------------------------------- | ------ |
| Ellen MacArthur                    | 1:46.7 |
| Jimmy Carr                         | 1:46.9 |
| Simon Cowell                       | 1:47   |
| Ronnie O’Sullivan                  | 1:47.3 |
| Ian Wright                         | 1:47.8 |
| Chris Evans                        | 1:47.9 |
| Rory Bremner                       | 1:47.9 |
| Justin Hawkins                     | 1:48   |
| Rob Brydon                         | 1:48   |
| Jay Kay                            | 1:48   |
| Jodie Kidd                         | 1:48   |
| Paul McKenna                       | 1:48   |
| Patrick Kielty                     | 1:48   |
| Trevor Eve                         | 1:48.4 |
| Dr Stephen Ladyman                 | 1:48.8 |
| Neil Morrissey                     | 1:49   |
| Roger Daltrey                      | 1:49.6 |
| Jezza                              | 1:50   |
| Jamie Oliver                       | 1:50   |
| Gordon Ramsay                      | 1:50   |
| Patrick Stewart                    | 1:50   |
| Lionel Richie                      | 1:50   |
| Martin Clunes                      | 1:50   |
| Sir Cliff Richard                  | 1:50   |
| David Walliams                     | 1:50.7 |
| Sir Ranulph Fiennes                | 1: 51  |
| Sanjeev Bhaskar                    | 1:51   |
| Timothy Spall                      | 1:51.1 |
| Carol Voderman                     | 1:51.2 |
| James Nesbitt                      | 1:51.3 |
| Christian Slater                   | 1:51.4 |
| Omid Djalili                       | 1:51.5 |
| Joanna Lumley                      | 1:51.5 |
| David Dimbleby                     | 1:52   |
| Eddie Izzard                       | 1:52   |
| Jordan                             | 1:52   |
| Rick Parfitt                       | 1:52   |
| Christopher Eccleston              | 1:52.4 |
| Sir Tim Rice                       | 1:52.7 |
| Steve Coogan                       | 1:53)  |
| Vinnie Jones                       | 1:53   |
| Fay Ripley                         | 1:53   |
| Johnny Vaughan és Denise Van Outen | 1:53.2 |
| Bill Bailey                        | 1:53.4 |
| Jack Dee                           | 1:53.5 |
| Alan Davies                        | 1:54   |
| Stephen Fry                        | 1:54   |
| Rich Hall                          | 1:54   |
| Martin Kemp                        | 1:54   |
| Ross Kemp                          | 1:54   |
| Tara Palmer-Tomkinson              | 1:54   |
| David Soul                         | 1m 54  |
| Michael Gambon                     | 1:55   |
| Geri Halliwell                     | 1:55   |
| Boris Johnson                      | 1:56   |
| Davina McCall                      | 1:56.9 |
| Anne Robinson                      | 1:57   |
| Jonathan Ross                      | 1:57   |
| Johnny Vegas                       | 1:58   |
| Harry Enfield                      | 2:01   |
| Billy Baxter                       | 2:02   |
| Terry Wogan                        | 2:04   |
| Richard Whiteley                   | 2:06   |

## F1-es pilóták
A top gear egyik részében elhangzik egy felhívás, miszerint szívesen látnák a múlt nagy és a jelen nagytörő F1-es pilótáit a műsor pályáján. A felhívás azonnal meghallgató fülekre talált.
| F1 pilóta      | Idő     |
| -------------- | ------- |
| Nigel Mansell  | 1:44.6  |
| Lewis Hamilton | 1:44.7  |
| Jenson Button  | 1:44.7  |
| Jenson Button  | 1:44.9  |
| Damon Hill     | 1:46.3  |
| Mark Webber    | 1:47.52 |